# ホルチン左翼中旗
ホルチン左翼中旗（ホルチンさよくちゅうき、モンゴル語：ᠬᠣᠷᠴᠢᠨ
ᠵᠡᠭᠦᠨ
ᠭᠠᠷᠤᠨ
ᠳᠤᠮᠳᠠᠳᠤ
ᠬᠣᠰᠢᠭᠤ　転写：Qorčin Jegün Ɣarun Dumdadu qosiɣu）は、中華人民共和国内モンゴル自治区通遼市に位置する旗。

## 行政区画
1街道、11バルガス（鎮）、5ソム（蘇木）、1郷を管轄：
- 街道弁事処：保康街道
- バルガス（鎮）
  - 保康鎮
  - 宝竜山鎮
  - 舎伯吐鎮
  - バインタラ・バルガス（巴彦塔拉鎮）
  - メンド・バルガス（門達鎮）
  - ジャムト・バルガス（架瑪吐鎮）
  - ヨルンモド・バルガス（腰林毛都鎮）
  - シボフア・バルガス（希伯花鎮）
  - フアトゴル・バルガス（花吐古拉鎮）
  - ダルジ・バルガス（代力吉鎮）
  - ノールム・バルガス（努日木鎮）
- ソム（蘇木）
  - フアホショー・ソム（花胡碩蘇木）
  - 協代ソム
  - バイシント・ソム（白興吐蘇木）
  - トゥブシン・ソム（図布信蘇木）
  - オボー・ソム（敖包蘇木）
- 郷：勝利郷